# Leptotarsus fieldianus
Leptotarsus fieldianus är en tvåvingeart som först beskrevs av Alexander 1956. Leptotarsus fieldianus ingår i släktet Leptotarsus och familjen storharkrankar.
Artens utbredningsområde är Panama. Inga underarter finns listade i Catalogue of Life.